# Eublemma minutata
Eublemma minutata — вид лускокрилих комах з родини еребід (Erebidae).

## Поширення
Вид поширений повсюдно в Європі, крім Люксембургу, Нідерландів, північної частини Росії та різних островів. В Азії трапляється тільки в Лівані.

## Опис
Розмах крил становить 13–15 мм. Голова і груди білі. Передні крила вохристо-білі, просочені світло-сірим, за винятком до основи та вздовж краю. Задні крила білуваті.

## Спосіб життя
Метелики активні вдень і вночі та літають у липні та серпні. Вони час від часу відвідують квіти Helichrysum arenarium або літають на невеликі відстані на сонці. Вночі вони з'являються до штучних джерел світла, іноді до приманок. Гусениці живуть з травня по червень на Helichrysum arenarium і харчуються переважно своїми квітками, верхівками пагонів і плодоніжками. Вони люблять ховатися в білу павутину під головкою квітки.